# Tanja Miščević

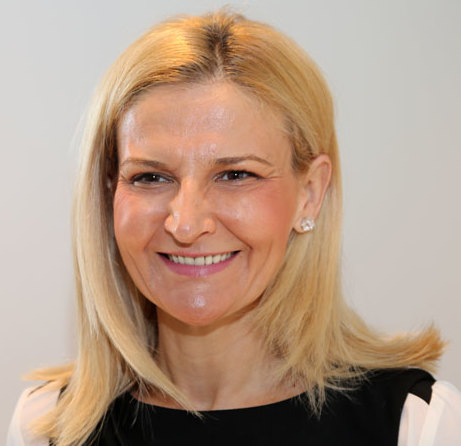
Tanja Miščević, 2014

Tanja Miščević , född 8 juni 1966 i Zemun i Belgrad, är en serbisk statsvetare och ämbetsman.
Tanja Miščević studerade samhällsvetenskapliga ämnen vid Universitetet i Belgrad, där hon tog grundexamen 1989 och pol.mag.-examen 1997. Hon har också läst vid universitetet i Bonn och College of Europe i Brygge. Hon disputerade i statsvetenskap vid Belgrads universitet 2002 på en avhandling om "De internationella organisationernas roll i utvecklingen av den moderna folkrätten". Hon har senare också undervisat på Universitetet i Belgrad och blev 2009 biträdande professor i internationell lagstiftning.
Tanja Miščević har varit engagerad centralt i organisationen Europarörelsen i Serbien (Evropskog pokreta u Srbiji) och var 2009-10 medlem i den serbiska regeringens grupp för förhandling om ett stabiliserings- och associeringsavtal med Europeiska unionen. Hon var mellan 2005 och 2008 chef för Serbiens regerings kontor för europeisk integration. Hon var från november 2010 till 2012 statssekreterare i försvarsministeriet och utnämndes september 2013 till chefsförhandlare för Serbien i förhandlingarna om Serbiens anslutning till EU.